# Guaracava-do-rio
Elénia-parda ou guaracava-do-rio (Elaenia pelzelni) é uma espécie de ave da família Tyrannidae.
Pode ser encontrada nos seguintes países: Bolívia, Brasil, Colômbia e Peru.
Os seus habitats naturais são: florestas subtropicais ou tropicais húmidas de baixa altitude.